# Coelioxys deletangi
Coelioxys deletangi är en biart som beskrevs av Holmberg 1916. Coelioxys deletangi ingår i släktet kägelbin, och familjen buksamlarbin. Inga underarter finns listade i Catalogue of Life.